# 카프릴산
카프릴산(영어: caprylic acid)은 8개의 탄소로 구성된 포화 지방산이며, 계통명은 옥탄산(영어: octanoic acid)이다. 카프릴산의 화합물은 다양한 포유류의 우유에서 발견되며, 코코넛유와 팜핵유의 미량 성분이다. 약간 불쾌한 썩은 냄새와 맛을 지닌 물에 약간만 녹는 유성 액체이다.
카프릴산은 카프로산(C6)과 카프르산(C10)과 함께 염소로부터 그 이름이 명명되었는데 라틴어 "capra"라는 단어에서 유래되었다. 카프릴산과 이들 지방산들은 염소 우유의 지방 중 15%를 차지한다.

## 용도
카프릴산은 향료 및 염료 제조에 사용되는 에스터(에스테르) 생산에 상업적으로 사용된다.
카프릴산은 낙농 장비, 식품 가공 장비, 양조장 및 음료 처리 공장의 상업용 취급시설에서 음식물 접촉 표면 소독제로 사용되는 항균 살충제이다. 카프릴산은 의료 시설, 학교/대학, 동물 보호/수의학 시설, 산업 시설, 사무실 건물, 레크레이션 시설, 소매 및 도매 시설, 가축 건물, 식당 및 호텔/모텔의 소독제로도 사용된다. 또한 카프릴산은 종묘장, 온실, 가든 센터 및 관상용 식물의 내장재 등에서 조류 제거제, 살균제, 살진균제로 사용된다. 카프릴산을 함유한 제품은 용해성 농축물/액체 및 즉시 사용가능한 액체로 만들어진다.
그렐린이 시상하부에서 배고픔을 자극하는 작용을 하기 위해서는 카프릴산이 그렐린의 세번째 아미노산인 세린 잔기와 연결되어야 한다. 배고픔을 유발하려면 세린의 -OH기가 아실화되어야 한다. 같은 위치에 있는 다른 지방산들도 배고픔에 대해 비슷한 효과를 나타낸다.
카프릴산의 산염화물은 퍼플루오로옥탄산(PFOA)의 합성에 사용된다.

### 식이 요법
카프릴산은 건강 보조 식품으로 간주된다.
일부 연구에서는 중간 사슬 트라이글리세라이드(MCT)가 과도한 칼로리 소모 과정에 도움을 줄 수 있으며, 이에 따른 체중 감량에 도움이 된다는 연구 결과가 있다. 그러나, 전체적인 증거에 대한 체계적인 검토 결과 결정적인 결론에 이르지는 못했다. 또한 마라톤 선수들과 보디빌딩 선수들이 중간 사슬 트라이글리세라이드에 관심을 보였으나, 중간 사슬 트라이글리세라이드는 운동 능력 향상에 도움이 되지 않았다.